# Frenkel (herb szlachecki)
Frenkel (Fraenkel) – polski herb szlachecki z nobilitacji, nadany w Królestwie Polskim.

## Opis herbu
W polu czerwonym skos czarny obarczony trzema gwiazdami złotymi, nad nim połuorzeł czarny w skos; pod nim czapka Merkurego srebrna. Klejnot: nad hełmem w koronie trzy pióra strusie. Labry czerwone, podbite srebrem. Tarczę podtrzymują dwa trzymacze – charty srebrne, z obrożami i językami czerwonymi, patrzące od tarczy, stojące na wstędze z dewizą SAPIENTER ET AUDACTER (łac. MĄDRZE I ŚMIAŁO).

## Najwcześniejsze wzmianki
Nadany z dziedzicznym szlachectwem Królestwa Polskiego 14 stycznia 1839 Antoniemu Edwardowi Fraenkel, bankierowi warszawskiemu żydowskiego pochodzenia, za zasługi dla kraju. Nobilitowany otrzymał tytuł baronowski w 1854.  Bardzo podobny herb (Laski) otrzymał współwłaściciel banku, gdzie udziały miał Fraenkel, Aleksander Karol Bernard Laski.

## Herbowni
Ponieważ herb Frenkel był herbem własnym, z nobilitacji osobistej, przysługiwał tylko jednej rodzinie herbownych:
Freankel (Frenkel).